# Пасечник, Игорь Демидович
Игорь Демидович Пасечник (род. 1946) — украинский деятель образования, ректор университета, Герой Украины (2009).
Кандидат наук (1981), доктор психологических наук (1994, докторская диссертация на тему «Психология операционных структур мыслительной деятельности»); академик Международной славянской академии наук (1998), Украинской академии экономической кибернетики (2000), академии наук высшей школы Украины (2002).
Профессор кафедры психолого-педагогических дисциплин (с 1999). Эксперт Высшей аттестационной комиссии (ВАК) Украины (с 1999).

## Биография
Родился 19 октября 1946 года в с. Глинки Ровненского района Ровненской области.
В 1971 году закончил Ровенский педагогический институт по специальности «математика».
C сентября 1971 по ноябрь 1976 — старший инженер, старший научный сотрудник, заведующий лаборатории Украинского института инженеров водного хозяйства.
С ноября 1976 по июнь 1994 — преподаватель, старший преподаватель, доцент, профессор, декан факультета педагогики и методики начального образования Ровенского государственного педагогического института.
С июня 1994 по июнь 1996 — ректор Острожского высшего коллегиума.
С июня 1996 — ректор Острожской академии (с января 2000 — Университет «Острожская академия»; с сентября 2000 — Национальный университет «Острожская академия»), г. Острог, Ровенская область.

### Семья
- Жена — Ядвига Августовна — математик, работает доцентом в Острожской академии.
- Дети — дочери Наталья (пианистка) и Ольга (оперная певица)[1].

## Награды и звания
- Звание Герой Украины (с вручением ордена Державы, 19.08.2009 — за выдающиеся личные заслуги перед Украиной в сохранении и приумножении национального образовательного наследия).
- Награждён медалью «Ветеран труда» (1990), офицерским Крестом За заслуги перед Республикой Польша (2003, Польша), орденом князя Ярослава Мудрого V (2006) и IV (2007) степеней[2].
- Юбилейная медаль «25 лет независимости Украины» (2016)[3].
- Лауреат Государственной премии Украины в области архитектуры (2006).
- Отличник народного образования (1989).
- Заслуженный работник народного образования Украины (1998).